# Chwyt De Lee
Chwyt De Lee (ang. de Lee maneuver) – procedura medyczna, chwyt stosowany w praktyce położniczej w celu wyczucia od zewnątrz główki znajdującej się w dnie miednicy. Uciskając dwoma palcami bocznie od warg sromowych większych w głąb miednicy wyczuwa się ją jako duży, twardy opór.